# Jerzy Maksymilian Loba
Jerzy Maksymilian Loba (ur. 7 czerwca 1947 w Łodzi, zm. 9 grudnia 2019 w Varadero) – polski specjalista chorób wewnętrznych, prof. dr hab. n. med.

## Życiorys
W 1978 obronił pracę doktorską Ocena zasad orzekania wraz z próbą podania własnych kryteriów oraz kształtowanie się inwalidztwa z powodu cukrzycy na terenie miasta Łodzi w latach 1970–1975, 30 września 1996 habilitował się na podstawie dorobku naukowego i pracy zatytułowanej Uwarunkowania hipergastrynemii w przebiegu cukrzycy powikłanej neuropatią układu autonomicznego. 23 lipca 2008 nadano mu tytuł profesora w zakresie nauk medycznych.
Objął funkcję profesora nadzwyczajnego w Katedrze Pielęgniarstwa Klinicznego na Uniwersytecie Medycznym w Łodzi, oraz w Instytucie Nauk o Zdrowiu Państwowej Wyższej Szkoły Zawodowej we Włocławku.
Był kierownikiem Katedry Pielęgniarstwa Klinicznego Uniwersytetu Medycznego w Łodzi, prodziekanem na Wydziale Nauk o Zdrowiu Uniwersytetu Medycznego w Łodzi, a także dziekanem na Wydziale Pielęgniarstwa i Położnictwa Uniwersytetu Medycznego w Łodzi.
W 2010 otrzymał Złoty Krzyż Zasługi.

## Życie prywatne
Syn Jeremiego i Anny. Jego żoną była prof. Anna Broniarczyk-Loba, z którą miał dwóch synów Macieja (ur. 1977) i Piotra (ur. 1981).

## Publikacje
- 2005: Przydatność systemu ciągłego monitorowania glikemii w wykrywaniu niedocukrzeń u chorych na cukrzycę powstałą w przebiegu przewlekłego zapalenia trzustki[4]
- 2005: Zalecenia kliniczne dotyczące postępowania u chorych na cukrzycę 2005. Stanowisko Polskiego Towarzystwa Diabetologicznego[4]
- 2008: Zalecenia kliniczne dotyczące postępowania u chorych na cukrzycę 2008. : Stanowisko Polskiego Towarzystwa Diabetologicznego[4]
- 2008: Intensive blood glucose control and vascular outcomes in patients with type 2 diabetes[4]
- 2015: Serum levels of inflammatory markers in depressed elderly patients with diabetes and mild cognitive impairment[4]
- 2016: Związek pomiędzy polimorfizmem 9p21 oraz wczesnym początkiem ChNS u polskichpacjentów z DMt2[4]